# Marcello Massenzio
Marcello Massenzio (Motta Montecorvino, 1942) è uno storico delle religioni italiano.

## Biografia
Dopo la laurea in Filosofia alla Sapienza - Università di Roma, con una tesi in storia delle religioni sotto la guida di Angelo Brelich e Vittorio Lanternari, si perfeziona, nel 1970, nella stessa università, in studi storico-religiosi con Angelo Brelich, di cui poi diviene assistente.
Dopo essere stato incaricato di Storia delle religioni all'Università di Urbino, nel 1984 consegue l'ordinariato, nella stessa disciplina, all'Università di Bari, per poi passare alla stessa cattedra dell'Università degli Studi di Roma "Tor Vergata", di cui è stato professore ordinario fino al collocamento fuori ruolo.
L'intero corso della sua carriera di docente e ricercatore, ha riguardato la storia delle religioni, dall'antichità al periodo contemporaneo, seguendo una via interdisciplinare percorsa toccando i territori dell'antropologia, della sociologia, della storia della filosofia. 
La sua attività scientifica è stata inizialmente un prosieguo di alcune tematiche aperte dai suoi maestri Vittorio Lanternari e Angelo Brelich, con una particolare attenzione rivolta alle metodologie di studio e di ricerca in storia delle religioni e le relative problematiche teoriche (simbolismo, ritualità, mitologia, sacralità, etc.), pervenendo quindi, da una prospettiva interdisciplinare intrecciante antropologia, sociologia e storia, a personali ed originali punti di vista in merito alla natura della fenomenologia religiosa e le manifestazioni del sacro.
Le sue conclusioni in merito, sempre scrupolosamente condotte in maniera affatto laica, hanno messo in evidenza la necessità di eliminare qualunque forma di discriminazione etnocentrica fra i vari sistemi religiosi, intesi fondamentalmente quale frutto del contesto storico e socio-culturale in cui essi nascono e si sviluppano. 
Si è poi rivolto allo studio dell'opera di Ernesto de Martino in etnologia e storia delle religioni, riscoprendone e rivalutandone la portata, ancora sottovalutata. Infine, ha dedicato parte della sua attività all'analisi del ruolo dei miti nella storia della letteratura e nella storia delle religioni, seguendo, per molti versi, l'opera di Lévi-Strauss.
Ha tenuto corsi di lezioni, seminari, interventi, presso diverse università ed istituzioni accademiche italiane e straniere, in Francia in particolare.
È presidente dell'Associazione Internazionale "Ernesto De Martino".

## Opere principali
- Progetto mitico e opera umana. Contributo all'analisi storico-religiosa dei millenarismi, Liguori, Napoli, 1980.
- Sacro e identità etnica. Senso del mondo e linea di confine, FrancoAngeli, Milano, 1994 (traduzione francese nel 1999).
- Dioniso e il teatro di Atene. Interpretazioni e prospettive critiche, Carocci editore, Roma, 1995.
- Manuale di Storia delle Religioni (con Giovanni Filoramo, Massimo Raveri, Paolo Scarpi), Editori Laterza, Roma-Bari, 1998 (tradotto in spagnolo nel 2000 e, nel 2005, in una nuova edizione in 4 volumi).
- Religioni, Simboli, Società. Sul fondamento umano dell'esperienza religiosa (con Carlo Tullio-Altan), Feltrinelli, Milano, 1998.
- Claude Lévi-Strauss: un itinéraire. Entretien avec Marcello Massenzio, L'Échoppe, Paris, 2002.
- La passione secondo l'ebreo errante, Quodlibet, Macerata, 2006 (traduzione francese nel 2007).
- I nomi degli altri. Conversioni a Venezia e nel Friuli Veneto in età moderna (con Pietro Ioly Zorattini), Casa Editrice Leo S. Olschki, Firenze, 2008.
- Filottete. Variazioni sul mito, Marsilio Editori, Venezia, 2009.
- Le Juif errant ou l'art de survivre, Les conférences de l'École Pratique des Hautes Études, Éditions du Cerf, Paris, 2010.
- (a cura di) Messianismes et anthropologie entre France et Italie. Retours sur l'oeuvre de Vittorio Lanternari (con Daniel Fabre),  Editions de l'École des Hautes Études en Sciences Sociales, Paris, 2013.
- Chagall. Solitude et mélancolie (1933-1945) (con Patrice Cotensin), L'Échoppe, Paris, 2013.
- L'Ebreo errante di Chagall. Gli anni del nazismo, Editori Riuniti, Roma, 2018.
- Maestri erranti. Il rinnovamento della cultura ebraica dopo la Shoah, Einaudi, Torino, 2024.